# Internazionali BNL d'Italia 2020
Internazionali BNL d'Italia 2020, známý také pod názvy Italian Open 2020 nebo Rome Masters 2020, byl společný tenisový turnaj mužského okruhu ATP Tour a ženského okruhu WTA Tour, hraný v areálu Foro Italico na otevřených antukových dvorcích. Konal se mezi 14. až 21. zářím 2020 v italské metropoli Římě jako sedmdesátý sedmý ročník turnaje.
Mužská polovina se po grandslamu a Turnaji mistrů řadila do třetí nejvyšší kategorie okruhu ATP Tour Masters 1000 a její dotace činí 3 854 000 eur. Ženská část disponovala rozpočtem 1 692 169 eur a byla součástí kategorie Premier 5.
Nejvýše nasazenými hráči v soutěžích dvouher se stali světová jednička Novak Djoković ze Srbska a mezi ženami druhá žena klasifikace Simona Halepová z Rumunska. Jako poslední přímí účastníci do dvouher nastoupili 48. hráč pořadí Japonec Jošihito Nišioka a 57. žena klasifikace Ajla Tomljanovićová z Austrálie.
Původní hrací termín 11.–17. května 2020 byl kvůli přerušení sezóny pro pandemii koronaviru přesunut na 20.–26. září, do týdne před French Open. Srpnová úprava okruhu ATP Tour pak vyřadila Mutua Madrid Open z kalendáře sezóny pro neuspokojivý průběh pandemie ve Španělsku. Římští organizátoři byli nuceni turnaj přeložit o týden dopředu, do uvolněného okna, na 14.–21. září 2020. Za Řím byly nasazeny mužský Hamburg European Open a ženský Internationaux de Strasbourg, které se staly poslední přípravou před pařížským grandslamem.
Osmdesátý první singlový titul na okruhu ATP Tour vyhrál 
Srb Novak Djoković, jenž se třicátým šestým triumfem v sérii Masters posunul do čela statistik. Pátou trofejí na Rome Masters se stal ve 33 letech nejstarším šampionem turnaje. V předchozí části sezóny vyhrál 31 z 32 zápasů, když jedinou prohrou byla diskvalifikace na US Open. Spolu s Nadalem ovládli čtrnáct z šestnácti naposledy odehraných ročníků v Římě. Dvaadvacátý titul z dvouhry okruhu WTA Tour získala Rumunka Simona Halepová, která dvě předchozí římská finále z let 2017 a 2018 prohrála.
Ženský debl vyhrála první světová dvojice složená z Tchajwanky Sie Šu-wej a Češky Barbory Strýcové. V probíhající sezóně si hráčky připsaly čtvrtý titul z pěti společně odehraných turnajů. Mužskou čtyřhru ovládl španělsko-argentinský pár Marcel Granollers a Horacio Zeballos, jehož členové získali čtvrtou společnou trofej. Granollers navázal na římský triumf z roku 2012 s Marcem Lópezem.

## Rozdělení bodů a finančních odměn

### Rozdělení bodů
| Soutěž       | vítězové | finalisté | semifinalisté | čtvrtfinalisté | 16 v kole | 32 v kole | 64 v kole | Q  | Q3 | Q2 | Q1 |
| ------------ | -------- | --------- | ------------- | -------------- | --------- | --------- | --------- | -- | -- | -- | -- |
| dvouhra mužů | 1000     | 600       | 360           | 180            | 90        | 45        | 10        | 25 | 16 | 8  | 0  |
| čtyřhra mužů | 1000     | 600       | 360           | 180            | 90        | 0         | —         | —  | —  | —  | —  |
| dvouhra žen  | 900      | 585       | 350           | 190            | 105       | 60        | 1         | 30 | —  | 20 | 1  |
| čtyřhra žen  | 900      | 585       | 350           | 190            | 105       | 1         | —         | —  | —  | —  | —  |

### Finanční odměny
| Soutěž                                  | vítězové  | finalisté | semifinalisté | čtvrtfinalisté | 16 v kole | 32 v kole | 64 v kole | Q3       | Q2      | Q1      |
| --------------------------------------- | --------- | --------- | ------------- | -------------- | --------- | --------- | --------- | -------- | ------- | ------- |
| dvouhra mužů                            | 205 200 € | 150 000 € | 100 000 €     | 75 000 €       | 61 000 €  | 37 490 €  | 21 190 €  | 10 870 € | 5 470 € | 3 000 € |
| dvouhra žen                             | 205 190 € | 150 000 € | 80 000 €      | 37 910 €       | 19 355 €  | 13 745 €  | 9 000 €   | —        | 5 746 € | 3 000 € |
| čtyřhra mužů                            | 58 860 €  | 49 000 €  | 39 000 €      | 30 000 €       | 20 990 €  | 11 140 €  | —         | —        | —       | —       |
| čtyřhra žen                             | 62 520 €  | 40 000 €  | 25 000 €      | 12 903 €       | 8 000 €   | 6 040 €   | —         | —        | —       | —       |
| částky ve čtyřhrách jsou uvedeny na pár |           |           |               |                |           |           |           |          |         |         |

## Dvouhra mužů

### Nasazení
| Stát                          | Hráč                  | ATP | Nasazení |
| ----------------------------- | --------------------- | --- | -------- |
| Srbsko                        | Novak Djoković        | 1.  | 1.       |
| Španělsko                     | Rafael Nadal          | 2.  | 2.       |
| Řecko                         | Stefanos Tsitsipas    | 6.  | 3.       |
| Itálie                        | Matteo Berrettini     | 8   | 4        |
| Francie                       | Gaël Monfils          | 9.  | 5.       |
| Belgie                        | David Goffin          | 10. | 6.       |
| Itálie                        | Fabio Fognini         | 12. | 7.       |
| Argentina                     | Diego Schwartzman     | 13. | 8.       |
| Rusko                         | Andrej Rubljov        | 14. | 9.       |
| Švýcarsko                     | Stan Wawrinka         | 15. | 10.      |
| Rusko                         | Karen Chačanov        | 16. | 11.      |
| Kanada                        | Denis Shapovalov      | 17. | 12.      |
| Kanada                        | Milos Raonic          | 18  | 13       |
| Chile                         | Cristian Garín        | 19. | 14.      |
| Bulharsko                     | Grigor Dimitrov       | 20. | 15.      |
| Kanada                        | Félix Auger-Aliassime | 21. | 16.      |
| Žebříček ATP k 31. srpnu 2020 |                       |     |          |

### Jiné formy účasti
Následující hráči obdrželi divokou kartu do hlavní soutěže:
- Jannik Sinner
- Gianluca Mager
- Salvatore Caruso
- Stefano Travaglia

Následující hráč nastoupil do hlavní soutěže pod žebříčkovou ochranou:
- Kevin Anderson

Následující hráči postoupili z kvalifikace:
- Facundo Bagnis
- Marco Cecchinato
- Federico Coria
- Alejandro Davidovich Fokina
- Dominik Koepfer
- Pedro Martínez
- Lorenzo Musetti
- Tennys Sandgren

Následující hráči postoupil z kvalifikace jako tzv. šťastný poražený:
- João Sousa

### Odhlášení
před zahájením turnaje
- Roberto Bautista Agut → nahradil jej  Jošihito Nišioka
- John Isner → nahradil jej  Marin Čilić
- Daniil Medveděv → nahradil jej  Lorenzo Sonego
- Dominic Thiem → nahradil jej  João Sousa
- Alexander Zverev → nahradil jej  Alexandr Bublik

## Mužská čtyřhra

### Nasazení
| Stát                                                                                   | Hráč                 | Stát               | Hráč             | ATP | Nasazení |
| -------------------------------------------------------------------------------------- | -------------------- | ------------------ | ---------------- | --- | -------- |
| Kolumbie                                                                               | Juan Sebastián Cabal | Kolumbie           | Robert Farah     | 3.  | 1.       |
| USA                                                                                    | Rajeev Ram           | Spojené království | Joe Salisbury    | 11. | 2.       |
| Polsko                                                                                 | Łukasz Kubot         | Brazílie           | Marcelo Melo     | 14. | 3.       |
| Španělsko                                                                              | Marcel Granollers    | Argentina          | Horacio Zeballos | 19. | 4.       |
| Chorvatsko                                                                             | Ivan Dodig           | Slovensko          | Filip Polášek    | 19. | 5.       |
| Německo                                                                                | Kevin Krawietz       | Německo            | Andreas Mies     | 27. | 6.       |
| Jižní Afrika                                                                           | Raven Klaasen        | Rakousko           | Oliver Marach    | 35. | 7.       |
| Nizozemsko                                                                             | Wesley Koolhof       | Chorvatsko         | Nikola Mektić    | 38. | 8.       |
| Žebříček ATP k 31. srpnu 2020; číslo je součtem žebříčkového postavení obou členů páru |                      |                    |                  |     |          |

### Jiné formy účasti
Následující páry obdržely divokou kartu do hlavní soutěže:
- Simone Bolelli /  Fabio Fognini
- Gianluca Mager /  Andreas Seppi
- Lorenzo Sonego /  Andrea Vavassori

Následující pár nastoupil pod žebříčkovou ochranou:
- Kevin Anderson /  Jonatan Erlich

## Ženská dvouhra

### Nasazení
| Rumunsko                                                                               | Simona Halepová     | 2.  | 1.  |
| Česko                                                                                  | Karolína Plíšková   | 3.  | 2.  |
| USA                                                                                    | Sofia Keninová      | 4.  | 3.  |
| Ukrajina                                                                               | Elina Svitolinová   | 5.  | 4.  |
| Nizozemsko                                                                             | Kiki Bertensová     | 7.  | 5.  |
| Švýcarsko                                                                              | Belinda Bencicová   | 10. | 6.  |
| Spojené království                                                                     | Johanna Kontaová    | 13. | 7.  |
| Chorvatsko                                                                             | Petra Martićová     | 15. | 8.  |
| Španělsko                                                                              | Garbiñe Muguruzaová | 16. | 9.  |
| Kazachstán                                                                             | Jelena Rybakinová   | 17. | 10. |
| Belgie                                                                                 | Elise Mertensová    | 18. | 11. |
| Česko                                                                                  | Markéta Vondroušová | 19. | 12. |
| USA                                                                                    | Alison Riskeová     | 20. | 13. |
| Estonsko                                                                               | Anett Kontaveitová  | 21. | 14. |
| Německo                                                                                | Angelique Kerberová | 23. | 15. |
| Chorvatsko                                                                             | Donna Vekićová      | 24. | 16. |
| Žebříček WTA k 31. srpnu 2020; číslo je součtem žebříčkového postavení obou členů páru |                     |     |     |

### Jiné formy účasti
Následující páry obdržely divokou kartu do hlavní soutěže:
- Elisabetta Cocciarettoová
- Camila Giorgiová
- Jasmine Paoliniová
- Venus Williamsová
- Věra Zvonarevová

Následující hráčka obdržela do hlavní soutěže zvláštní výjimku:
- Viktoria Azarenková

Následující hráčky postoupily z kvalifikace:
- Irina-Camelia Beguová
- Anna Blinkovová
- Aliona Bolsovová
- Misaki Doiová
- Kaja Juvanová
- Darja Kasatkinová
- Danka Kovinićová
- Arantxa Rusová

### Odstoupení
před zahájením turnaje
- Bianca Andreescuová → nahradila ji  Jil Teichmannová
- Ashleigh Bartyová → nahradila ji  Anastasija Sevastovová
- Jennifer Bradyová → nahradila ji  Sie Šu-wej
- Madison Keysová → nahradila ji  Caroline Garciaová
- Petra Kvitová → nahradila ji  Marie Bouzková
- Kristina Mladenovicová → nahradila ji  Ajla Tomljanovićová
- Karolína Muchová → nahradila ji  Iga Świąteková
- Naomi Ósakaová → nahradila ji  Kateřina Siniaková
- Aryna Sabalenková → nahradila ji  Rebecca Petersonová
- Maria Sakkariová → nahradila ji  Coco Gauffová
- Serena Williamsová → nahradila ji  Bernarda Peraová
- Čeng Saj-saj → nahradila ji  Polona Hercogová

### Skrečování
- Karolína Plíšková (natažení přitahovače levého stehna)

## Ženská čtyřhra

### Nasazení
| Stát                                                                                   | Hráčka                 | Stát       | Hráčka                   | WTA | Nasazení |
| -------------------------------------------------------------------------------------- | ---------------------- | ---------- | ------------------------ | --- | -------- |
| Čínská Tchaj-pej                                                                       | Sie Šu-wej             | Česko      | Barbora Strýcová         | 3.  | 1.       |
| Maďarsko                                                                               | Tímea Babosová         | Čína       | Čang Šuaj                | 26. | 2.       |
| Kanada                                                                                 | Gabriela Dabrowská     | Lotyšsko   | Jeļena Ostapenková       | 26. | 3.       |
| USA                                                                                    | Nicole Melicharová     | Nizozemsko | Demi Schuursová          | 28. | 4.       |
| Belgie                                                                                 | Elise Mertensová       | Belgie     | Kirsten Flipkensová      | 34. | 5.       |
| Rusko                                                                                  | Veronika Kuděrmetovová | Česko      | Kateřina Siniaková       | 36. | 6.       |
| Japonsko                                                                               | Šúko Aojamová          | Japonsko   | Ena Šibaharaová          | 48. | 7.       |
| USA                                                                                    | Sofia Keninová         | USA        | Bethanie Mattek-Sandsová | 52. | 8.       |
| Žebříček WTA k 31. srpnu 2020; číslo je součtem žebříčkového postavení obou členů páru |                        |            |                          |     |          |

### Jiné formy účasti
Následující páry obdržely divokou kartu do hlavní soutěže:
- Elisabetta Cocciarettoová /  Martina Trevisanová
- Giulia Gattoová-Monticoneová /  Jasmine Paoliniová

Následující pár nastoupil pod žebříčkovou ochranou:
- Sharon Fichmanová /  Věra Zvonarevová

Následující páry nastoupily z pozice náhradníka:
- Coco Gauffová /  Christina McHaleová
- Magda Linetteová /  Bernarda Peraová

### Odstoupení
před zahájením turnaje
- Elise Mertensová
- Donna Vekićová

## Přehled finále

### Mužská dvouhra
- Novak Djoković vs.  Diego Schwartzman, 7–5, 6–3

### Ženská dvouhra
- Simona Halepová vs.  Karolína Plíšková, 6–0, 2–1skreč

### Mužská čtyřhra
- Marcel Granollers /  Horacio Zeballos vs.  Jérémy Chardy /  Fabrice Martin, 6–4, 5–7, [10–8]

### Ženská čtyřhra
- Sie Šu-wej /  Barbora Strýcová vs.  Anna-Lena Friedsamová /  Ioana Raluca Olaruová, 6–2, 6–2